# 21496 Lijianyang
21496 Lijianyang este un asteroid din centura principală de asteroizi.

## Descriere
21496 Lijianyang este un asteroid din centura principală de asteroizi. A fost descoperit pe 1 mai 1998 la Stația Anderson Mesa în cadrul programului LONEOS. Asteroidul prezintă o orbită caracterizată de o semiaxă mare de 2,68 ua, o excentricitate de 0,20 și o înclinație de 8,2° în raport cu ecliptica.